# Lonicera canadensis
Lonicera canadensis är en kaprifolväxtart som beskrevs av Bartr. och Humphry Marshall. Lonicera canadensis ingår i släktet tryar, och familjen kaprifolväxter. Inga underarter finns listade i Catalogue of Life.

## Bildgalleri

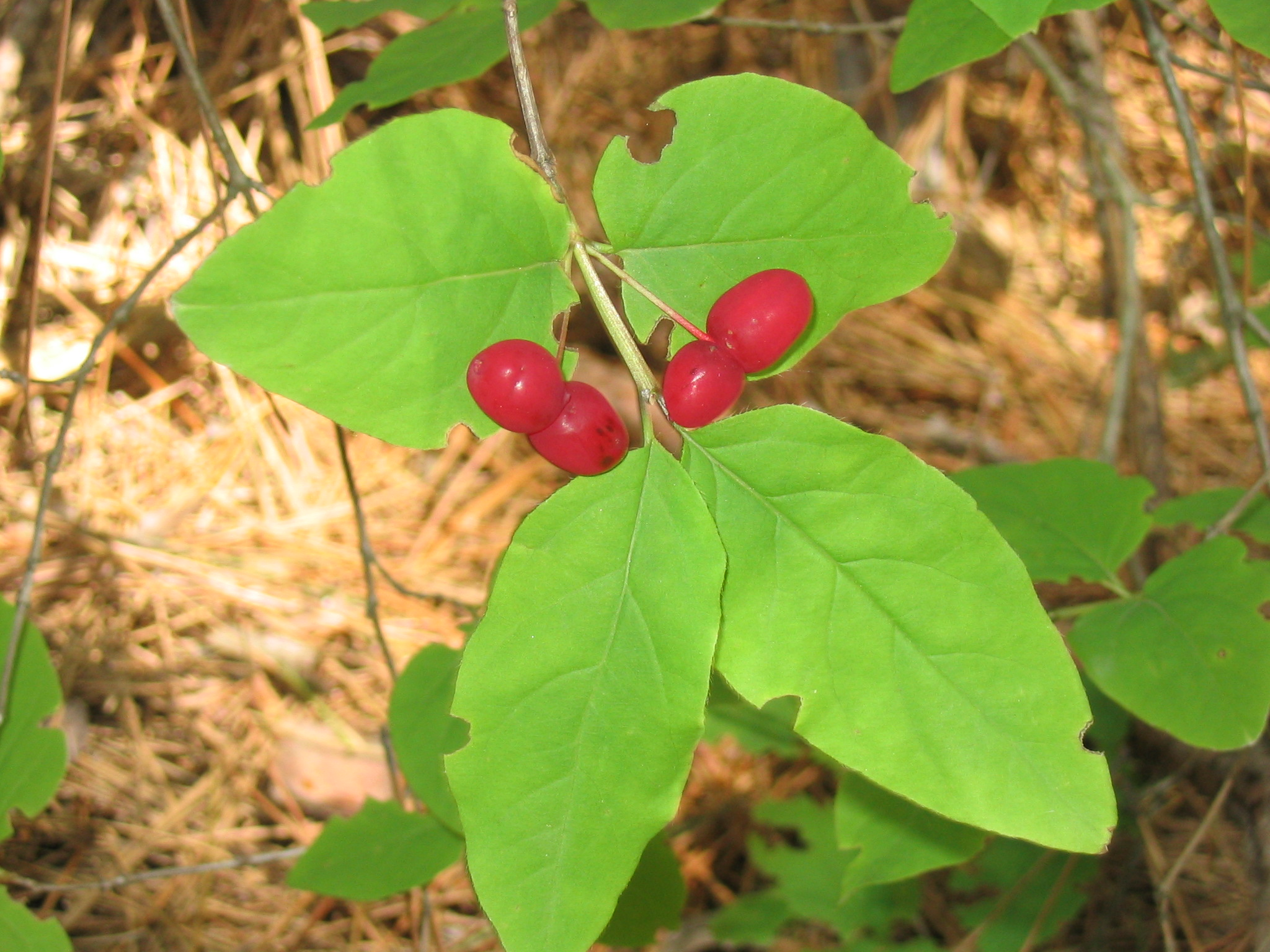
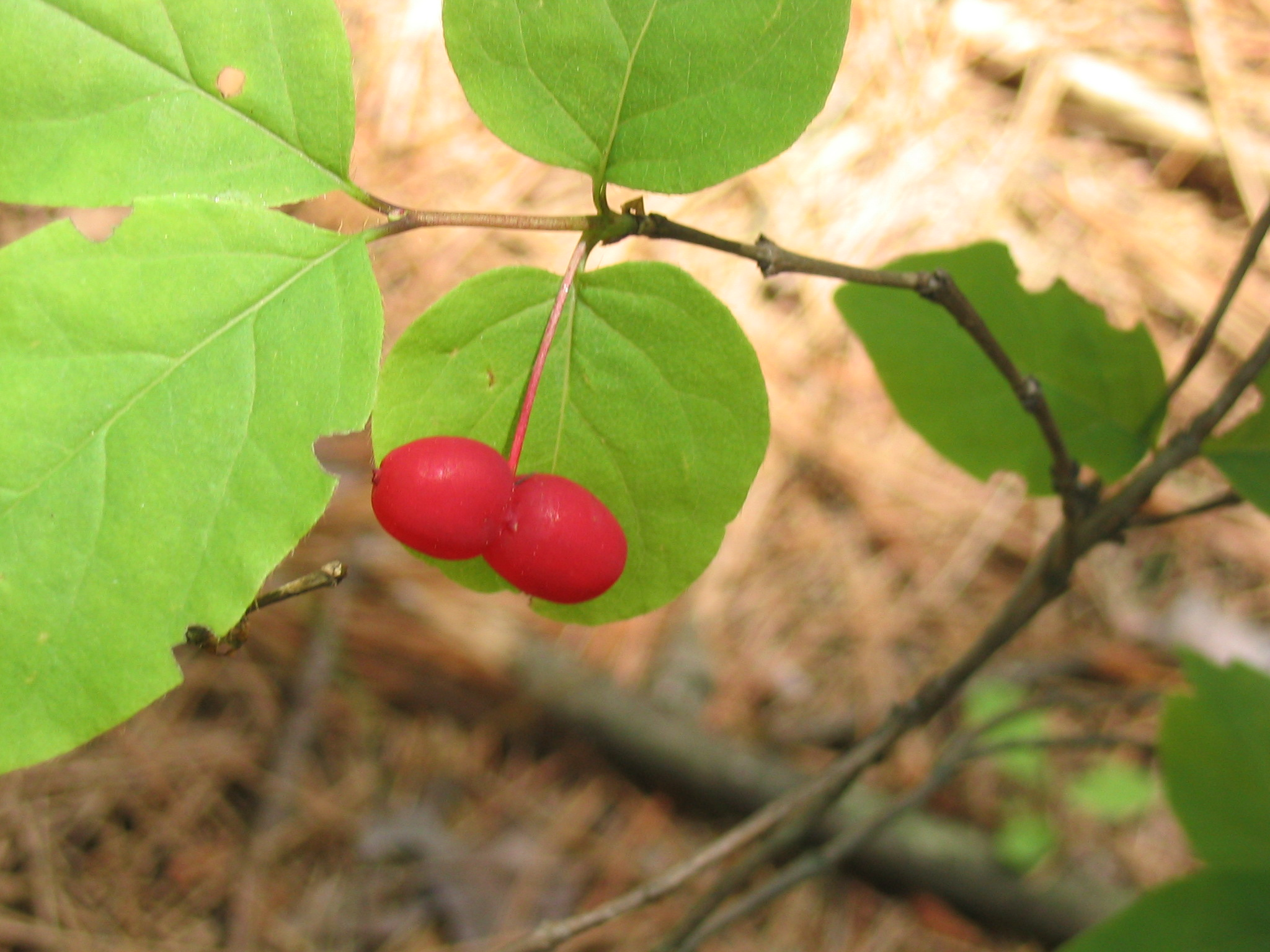
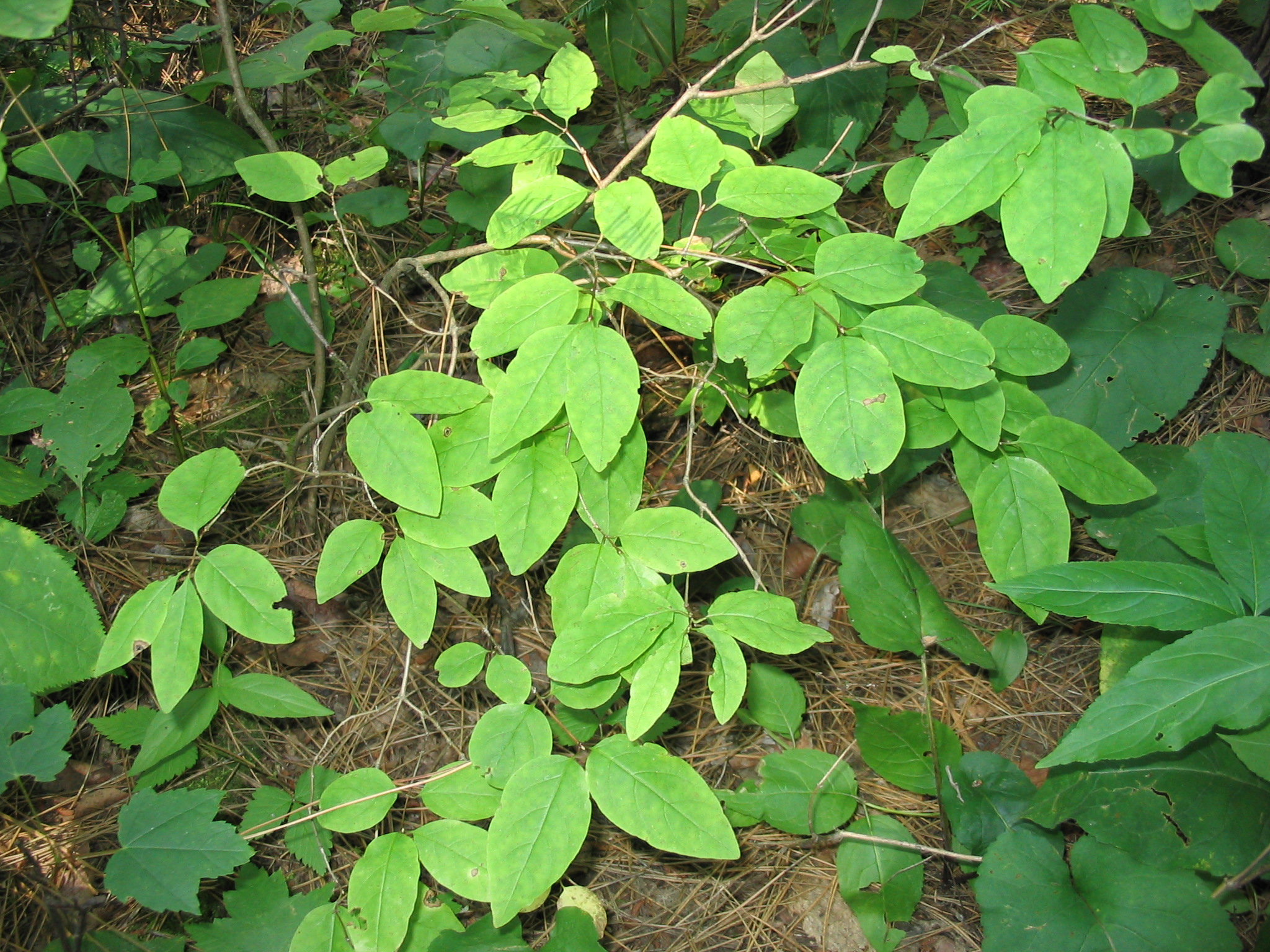
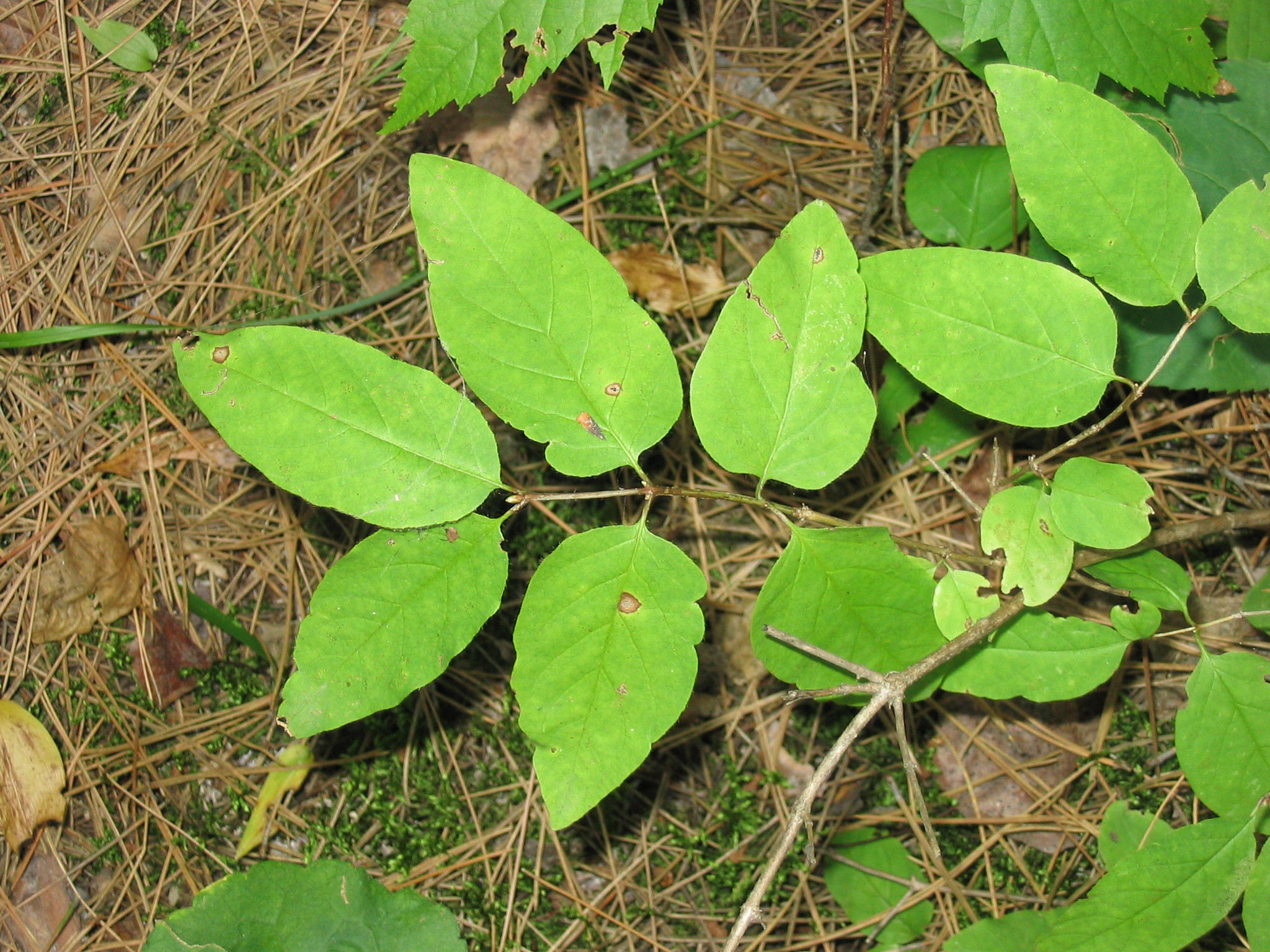
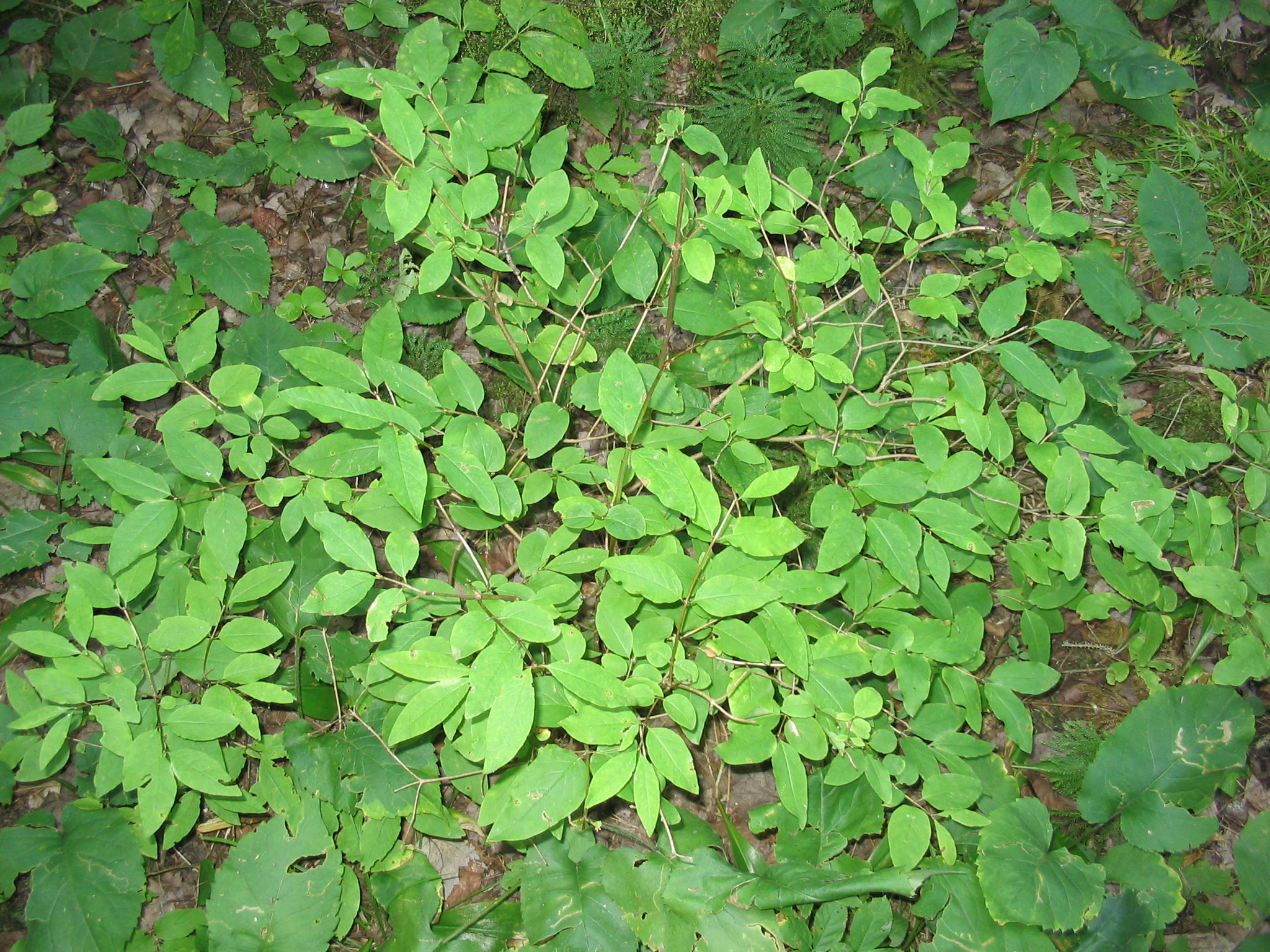
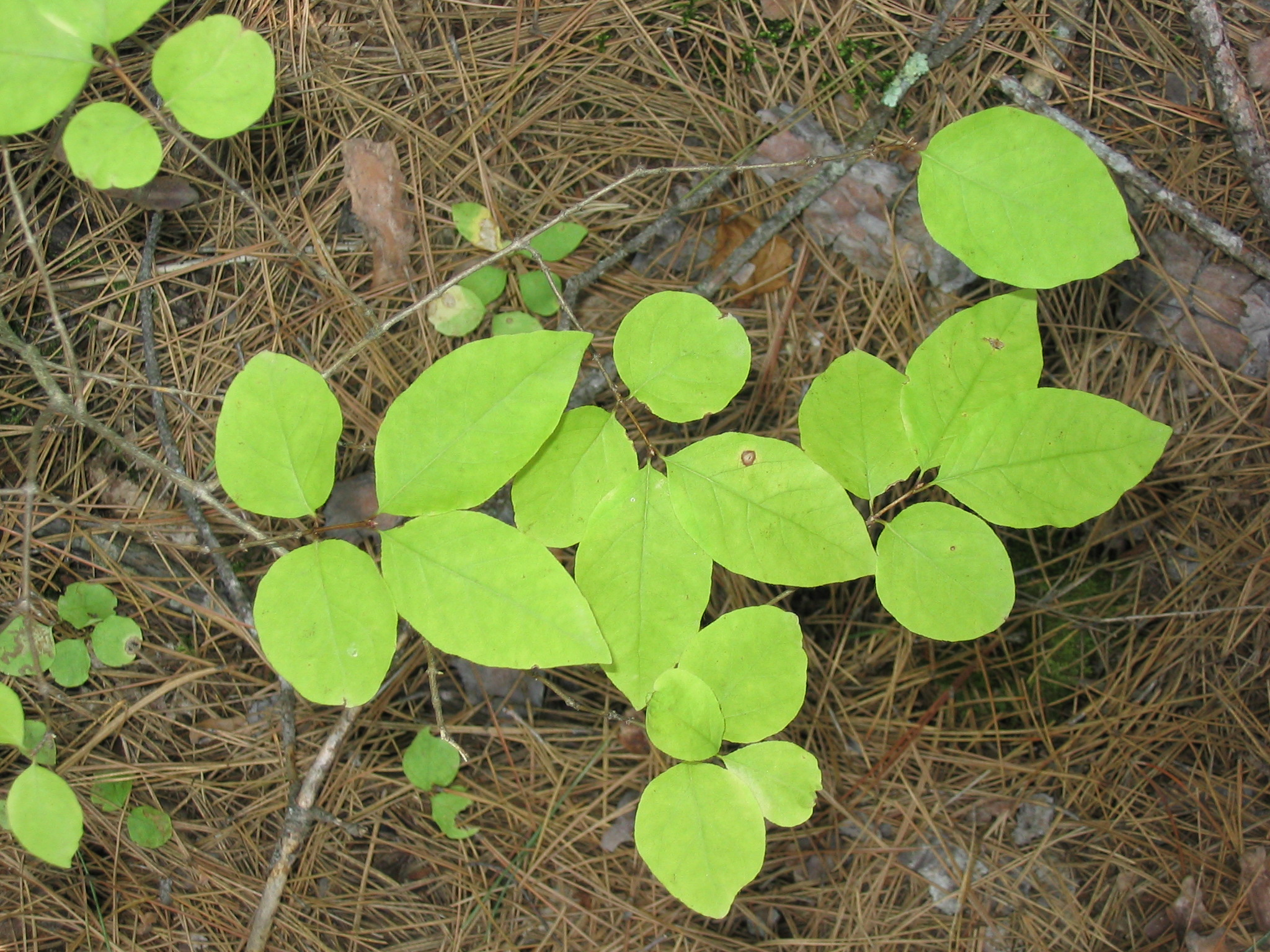